# Cessnock (Nueva Gales del Sur)
Cessnock es una ciudad de Nueva Gales del Sur, Australia, situada a 52 km por carretera al oeste de Newcastle. Es la ciudad de entrada a los viñedos del valle de Hunter, zona famosa en la vitivinicultura de Australia, con 1 800 ha en explotación. La ciudad se encuentra sobre ricos suelos aluviales y volcánicos del valle mencionado. En esta región australiana existen vetas de carbón, lo que ha permitido la explotación minera, actividad inicial en el desarrollo de esta ciudad. El turismo se está desarrollando a partir de la vitivinicultura.

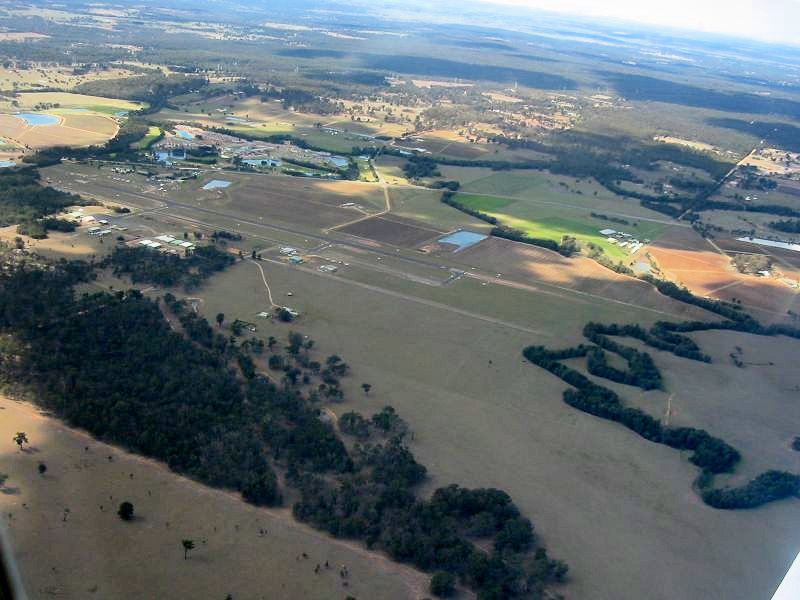
Vista aérea del valle Hunter o Hunter Valley

El río Hunter corre por el valle homónimo a unos 20 km al norte de la ciudad.
Cessnock se encuentra entre los primeros asentamientos europeos de Australia, con fuerte preponderancia escocesa.

## Educación
Cuenta con tres colegios secundarios y cinco escuelas primarias, entre privadas y públicas.

## Deporte
La ciudad tiene varios centros deportivos, entre los que se destacan los de rugby y golf.

## Transporte
Durante un siglo, Cessnock contó con el servicio de una importante red ferroviaria que fue construida para la industria del carbón, atendiendo además el servicio de pasajeros; incluía un tren directo a Sídney. La red ferrovial se cerró definitivamente en 1985.
La autopista sin peaje de Sídney-Newcastle'S Cessnock proporciona una de las principales carreteras de Sídney a través de Cessnock. 
El aeropuerto local está situado justo al norte de la ciudad, en la zona de los viñedos; posee una pequeña terminal de pasajeros y sirve para actividades privadas, tal como la escuela de aviación que funciona en ese lugar. El acceso por vía aérea a la región es a través del aeropuerto de Newcastle, en Williamtown, a 53 km de distancia. Tiene servicio de autobús para viajes de media distancia, y servicios locales de autobús escolar.